# Simone Sabbioni
Simone Sabbioni (Rimini, 3 ottobre 1996) è un nuotatore italiano.

## Carriera sportiva

### Esordi e categorie giovanili (fino al 2015)
Si mette in luce nel 2011 nuotando i 100 metri dorso in 58”95 a 15 anni.
Ai Campionati europei giovanili di Dordrecht (Paesi Bassi, 9-13 luglio) vince i 50 m dorso in 25”22, stabilendo il nuovo record mondiale di categoria.
In agosto, ai Giochi olimpici giovanili di Nanchino 2014 vince tre medaglie, di cui una d'oro sui 100 m dorso. Giunge terzo sui 50 metri, perdendo il record del mondo che aveva stabilito un mese prima.
Il 14 aprile 2015, ai Campionati italiani primaverili di Riccione, stabilisce il nuovo record italiano sulla distanza dei 100 m dorso: 53”49. Il precedente record apparteneva a Mirco Di Tora (53”77), ottenuto nel 2009. Vince l'oro anche sui 50 dorso; il suo bottino di medaglie è completato dall'argento nella staffetta 4 x 100 mista e dal bronzo sui 200 dorso.

### Categoria Assoluti (dal 2016)
Nel maggio 2016 partecipa ai Campionati Europei di nuoto a Londra. In quest'occasione si aggiudica le sue prime due medaglie in una rassegna continentale in vasca lunga: il bronzo nel 100 metri dorso (ex aequo con l'atleta greco Apostolos Christoue) e l'argento nella staffetta 4x100 mista. Si qualifica ai Giochi olimpici di Rio de Janeiro.
Nella specialità dei 100 metri dorso Sabbioni detiene il record italiano in quattro categorie d'età su cinque: Ragazzi (56”18), Juniores (54”25), Cadetti e Assoluti (53”37).
Qualificatosi alle Olimpiadi di Rio de Janeiro con il record italiano sui 100 dorso, il 2016 è un anno difficile: Sabbioni è afflitto da problemi intestinali, ai denti e fisici vari. Alle Olimpiadi esce in batteria.

Nel 2017 non riesce a qualificarsi per i Mondiali del 23-30 luglio. Ma nella seconda parte della stagione avviene la rinascita: ai Campionati italiani invernali in vasca corta di Riccione stabilisce il nuovo primato italiano sulla sua distanza preferita (100 metri) riuscendo ad abbattere la barriera dei 50" (49"96).
Ai Campionati europei in vasca corta di Copenaghen vince l'oro sui 50 metri, l'argento sui 100 metri ritoccando il proprio record italiano (49"68) e l'argento nella staffetta 4x50 metri mista.

## Vita personale
Ha dichiarato di essere affetto da colite ulcerosa. La malattia gli è stata diagnosticata nel 2017.

## Palmarès
- Mondiali in vasca corta

Doha 2014: bronzo nella 4x50m misti mista.
- Europei

Londra 2016: argento nella 4x100m misti mista e bronzo nei 100m dorso.
Budapest 2020: bronzo nella 4x100m misti mista.
- Europei in vasca corta

Netanya 2015: oro nella 4x50m misti mista e nella 4x50m misti, argento nei 50m dorso e bronzo nei 200m dorso.
Copenaghen 2017: oro nei 50m dorso, argento nei 100m dorso e nella 4x50m misti.
- Giochi del Mediterraneo

Tarragona 2018: oro nei 50m dorso e argento nei 100m dorso.
- Olimpiadi giovanili

Nanjing 2014: oro nei 100m dorso, argento nella 4x100m sl e bronzo nei 50m dorso.
- Europei giovanili

Poznan 2013: bronzo nei 100m dorso.
Dordrecht 2014: oro nei 50m dorso, argento nei 100m dorso e nella 4x100m misti e bronzo nella 4x100m misti mista.

### Campionati italiani
17 titoli individuali e 3 staffette, così suddivisi:
- 7 titoli individuali nei 50 m dorso
- 9 titoli individuali nei 100 m dorso
- 1 titolo individuale nei 200 m dorso
- 1 titolo nei 4x50 m dorso
- 2 titoli nei 4x100 m dorso

| Anno | Edizione    | dorso 50 m | dorso 100 m | dorso 200 m | misti 4x50 m | misti 4x100 m |
| ---- | ----------- | ---------- | ----------- | ----------- | ------------ | ------------- |
| 2014 | Primaverili | -          | 3           | -           | -            | -             |
| 2014 | Invernali   | 2          | 1           | -           | -            | 2             |
| 2015 | Primaverili | 1          | 1           | 3           | -            | 2             |
| 2015 | Invernali   | 1          | 1           | 3           | -            | -             |
| 2016 | Primaverili | 1          | 1           | 3           | -            | 1             |
| 2017 | Primaverili | 2          | 1           | -           | -            | 1             |
| 2017 | Estivi      | 2          | 1           | -           | -            | -             |
| 2017 | Invernali   | 1          | 1           | 1           | 1            | -             |
| 2018 | Primaverili | 1          | 2           | -           | -            | 2             |
| 2018 | Invernali   | -          | 3           | -           | 2            | -             |
| 2019 | Estivi      | 3          | 3           | -           | -            | -             |
| 2019 | Invernali   | 1          | 1           | -           | -            | -             |
| 2020 | Estivi      | 1          | 2           | -           | -            | -             |
| 2020 | Invernali   | 2          | 2           | -           | -            | -             |
| 2021 | Primaverili | 2          | 1           | -           | -            | -             |
| 2021 | Invernali   | -          | 3           | -           | -            | -             |

## Progressione in vasca lunga

### 50 metri dorso
| Stagione | Tempo        | Luogo     | Data       | Graduat. italiana |
| -------- | ------------ | --------- | ---------- | ----------------- |
| 2012     | 27”11        | Riccione  | 28/05/2012 | -                 |
| 2013     | 25”83        | Dubai     | 28/08/2013 | -                 |
| 2014     | 25”22 (RM-J) | Dordrecht | 12/02/2014 | -                 |
| 2015     | 24”99        | Riccione  | 18/04/2015 | -                 |

### 100 metri dorso
| Stagione | Tempo      | Luogo    | Data       | Graduat. italiana |
| -------- | ---------- | -------- | ---------- | ----------------- |
| 2011     | 58”95      | Roma     | 7/08/2011  | -                 |
| 2012     | 56”18      | Roma     | 4/08/2012  | -                 |
| 2013     | 55”55      | Poznań   | 10/07/2013 | -                 |
| 2014     | 54”24      | Nanchino | 18/08/2014 | -                 |
| 2015     | 53”37 (RI) | Riccione | 18/12/2015 | -                 |

## International Swimming League
| Stagione 2019   | Stagione 2020 | Stagione 2021   |
| --------------- | ------------- | --------------- |
| Aqua Centurions | -             | Aqua Centurions |